# Harvard (Massachusetts)
Harvard es un pueblo ubicado en el condado de Worcester en el estado estadounidense de Massachusetts. En el Censo de 2010 tenía una población de 6.520 habitantes y una densidad poblacional de 92,66 personas por km².

## Geografía
Harvard se encuentra ubicado en las coordenadas 42°30′17″N 71°35′20″O / 42.50472, -71.58889. Según la Oficina del Censo de los Estados Unidos, Harvard tiene una superficie total de 70.37 km², de la cual 68.47 km² corresponden a tierra firme y (2.7%) 1.9 km² es agua.

## Demografía
Según el censo de 2010, había 6.520 personas residiendo en Harvard. La densidad de población era de 92,66 hab./km². De los 6.520 habitantes, Harvard estaba compuesto por el 90.29% blancos, el 4.05% eran afroamericanos, el 0.06% eran amerindios, el 3.33% eran asiáticos, el 0.05% eran isleños del Pacífico, el 0.32% eran de otras razas y el 1.9% pertenecían a dos o más razas. Del total de la población el 4.05% eran hispanos o latinos de cualquier raza.